# Graphics and combinatorics
Graphs and Combinatorics（ISSN 0911-0119、略称：Graphs Combin.）は、グラフ理論、組合せ論、離散幾何学の分野における査読付き学術雑誌であり、シュプリンガー・ジャパンから発行されている。現在の編集長は慶應義塾大学の太田克弘教授である。この雑誌は1985年に創刊され、初代編集長はシンガポールのHoon Heng Teh氏であり、彼は東南アジア数学会の会長を務めていた。また、創刊時の編集主幹は秋山仁氏だった。当初、この雑誌は「An Asian Journal」という副題が付けられていた。1999年以降、多くの年でSCImago Journal Rankにおいて、離散数学および理論計算機科学の分野で第2四分位（Q2）にランクされている。

## 参照
1. ↑   Graphs and Combinatorics, Springer Science+Business Media 2016年1月30日閲覧。
2. ↑  Kano, M.; Ruiz, Mari-Jo P.; Urrutia, Jorge (2007), “Jin Akiyama: A Friend and His Mathematics”, Graphs and Combinatorics 23 (S1):  1–39, doi:10.1007/s00373-007-0720-5,  オリジナルの2016-10-16時点におけるアーカイブ。 2016年1月31日閲覧。
3. ↑  Götze, Heinz M. Schäfer訳 (2008), Springer-Verlag: History of a Scientific Publishing House: Part 2: 1945–1992. Rebuilding – Opening Frontiers – Securing the Future, Springer-Verlag, p. 132, ISBN 9783540928881.
4. ↑   Graphs and Combinatorics, SCImago Journal Rank 2016年1月30日閲覧。